# Рахиль (Мікеланджело)
«Коли питаєшся, хто я така

Й чого квітки збираю, знай, — я Лія,

І гарні руки ці плетуть вінка,

Бо дзеркало оздобить — в мене мрія.

Не чинить так сестра моя Рахиль:

Вдивлятись в нього — це для неї дія.

Для неї зір — мета дбання й зусиль,

А я цікавлюсь рук своїх діянням,

їй споглядать, для мене ж діять — ціль»

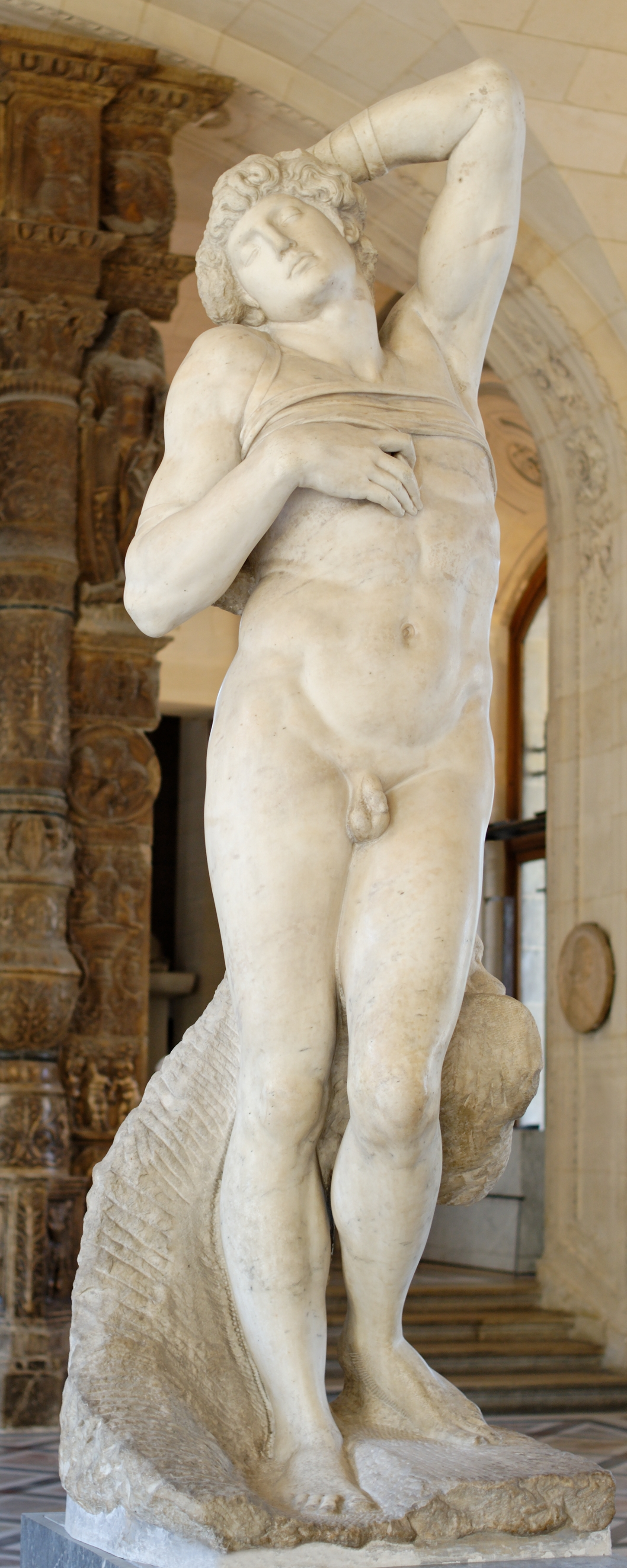
Вмираючий раб

Данте Аліґ'єрі, «Божественна Комедія», Чистилище, пісня XXVII:100-108
(уривок; переклад Є. Дроб'язко)
«Рахиль» (італ. Rachele) — мармурова скульптура Рахилі, другої дружини Якова, молодшої сестри Лії, створена  італійським скульптором і художником  Мікеланджело Буонарроті для гробниці папи Юлія ІІ близько 1542 р. Рахиль розміщена у ніші справа від Мойсея.

## Опис
За Вільямом Воллесом, Рахиль «прагне до неба». Обличчя її звернено догори, а руки молитовно складені. Ліве коліно спирається на сходинку. Тіло Рахилі теж вигнуте S-подібно, як у Вмираючого раба, який первинно призначався для гробниці. Ерік Шільяно зазначає, що Рахиль «…настільки ж забулася у своєму екстазі, як Вмираючий раб, якого вона замінила, у своєму».
У Біблії сестри протиставляються одна одній, що дає можливість розцінювати їх як алегоричні фігури:

| Очі ж Ліїні були хворі, а Рахиль була гарного стану та вродливого вигляду (1 М. 29:17) |
Рахиль символізує собою «життя споглядальне» (лат. Vita contemplativa), адже саме так її зобразив Данте. Рахиль (як і її старша сестра Лія) є очевидною паралеллю із «активним» Джуліано та «споглядальним» Лоренцо.

## Авторство
За Вазарі — статую зробив сам Мікеланджело, менше ніж за рік. Фріц Ерпель та Вільям Воллес теж не сумнівались у авторстві Мікеланджело, однак, нетиповість скульптури — повністю одягнена жіноча фігура, витончена, спокійна, піднесена — залишають місце для сумнівів про безперечне авторство скульптора. На думку Віктора Лазарєва більшість фігур гробниці папи Юлія ІІ (серед них — і Рахиль) повністю виконані або завершені не самим Мікеланджело, а його учнями.